# Уэбб, Хэйли
Хэйли Уэбб (англ. Haley Webb; род. 25 ноября 1985, Фэрфакс) — американская актриса. Наиболее известна по роли Джанет Каннингем в фильме «Пункт назначения 4» и роли Дженнифер Блэйк в телесериале «Волчонок».

## Биография и карьера
Уэбб выросла в Вудбридже, штат Вирджиния. Там она была капитаном школьной танцевальной группы, а также имела первую степень чёрного пояса по тхэквондо. В 2001 году она переехала в Сан-Диего, штат Калифорния. Она принимала активное участие в театральном кружке в средней школе, где выиграла множество различных наград за свои выступления в постановках «Слухи» Нила Саймона и «Красавица и Чудовище». В 2003 году Хэйли участвовала в конкурсе талантов Америки, победила в западном регионе Соединённых Штатов в танцевальном и актёрском мастерстве и была замечена кастинг-менеджером Гэри Шаффером. В том же году она переехала в Лос-Анджелес и училась в студии Говарда Файна в течение года, чего бы она не смогла добиться, не поступив в актёрскую школу Джоанны Барон и Д. В. Брауна.
В 2012 году она впервые выступила в качестве режиссёра короткометражного фильма «Патти», который рассказывает о жизни и творчестве певицы и поэтессы Патти Смит, в котором она также сыграла главную роль.
В 2016 году сыграла в фильме «Сахарная гора», совместно с Джейсоном Момоа и Кэри Элвесом.

## Избранная фильмография
| Год       |     | Русское название                                              | Оригинальное название                                             | Роль               |
| --------- | --- | ------------------------------------------------------------- | ----------------------------------------------------------------- | ------------------ |
| 2006      | с   | Рядом с домом                                                 | Close to Home                                                     | Кайла Филби (1х22) |
| 2007      | с   | Акула                                                         | Shark                                                             | Даниэль (1х20)     |
| 2008      | ф   | Большая игра                                                  | Big Game                                                          | Тони               |
| 2009      | ф   | Пункт назначения 4                                            | The Final Destination                                             | Джанет Каннингем   |
| 2011      | ф   | Изнутри                                                       | On the Inside                                                     | подруга Аллена     |
| 2012      | кор | Патти                                                         | Patti                                                             | Патти Смит         |
| 2012      | с   | Особо тяжкие преступления                                     | Major Crimes                                                      | Дана Бакер (1х2)   |
| 2012      | с   | Красавица и чудовище                                          | Beauty and the Beast                                              | Лора Скотт         |
| 2012      | кор | Разговор об обмане с моим путешествующим во времени будущим я | A Conversation About Cheating with My Time Travelling Future Self | Дженни             |
| 2012      | с   | Сомнительный                                                  | Sketchy                                                           |                    |
| 2013      | ф   | Лучины                                                        | Rushlights                                                        | Пэтти Смит         |
| 2013      | кор | Изумлённый                                                    | Wonderstruck                                                      | Эми                |
| 2013—2014 | с   | Волчонок                                                      | Teen Wolf                                                         | Дженнифер Блейк    |
| 2014      | ф   | Один в Саут-Бич                                               | Single in South Beach                                             | Эми                |
| 2014      | с   | Библиотекари                                                  | The Librarians                                                    | Мэйбл Коллинз      |
| 2014      | в   |                                                               | Magpie                                                            | Мэгги              |
| 2014      | кор |                                                               | Lost in Gray                                                      | Дана               |
| 2015      | тф  |                                                               | Letter Never Sent                                                 | Клэр Гудстер       |
| 2015      | с   | Бэкстром                                                      | Backstrom                                                         | Вирджиния Андерсон |
| 2016      | ф   | Сахарная гора                                                 | Sugar Mountain                                                    | Лорен Хаксли       |
| 2016      | ф   | Один в Саус-Бич                                               | Single in South Beach                                             | Эмми               |
| 2017      | ф   |                                                               | It Happened One Valentine's                                       | Элли Руш           |